# Munro-Bagging
Munro-Bagging ist ein schottischer Volkssport mit dem Ziel, möglichst viele der Munros persönlich bestiegen zu haben. Das Wort „Bagging“ bedeutet hier „Einsacken“ im Sinne von „Sammeln“.
Zeiträume, Reihenfolge und Routen sind dabei vollkommen frei wählbar. Ein Munro ist „eingesackt“, sobald sein Gipfel erreicht wurde. Nahe beieinanderstehende Munros können nach Belieben in einer Tour zusammengefasst werden, es ist also nicht für jeden Berg ein separater Anstieg erforderlich. Dadurch lassen sich Munros effizient „sammeln“.

## Munros
Die Liste der Munros verzeichnet derzeit 282 Berge. Die Bezeichnung geht auf Sir Hugh Munro zurück, der 1891 erstmals eine solche Liste erstellte. Dem begeisterten Bergsteiger gelang es jedoch nicht, selbst alle diese Berge zu ersteigen: als er 1919 starb, fehlten ihm noch zwei. Die Liste wird derzeit vom Scottish Mountaineering Club (SMC) geführt. 
Auch andere „Bergklassen“ können gezielt gesammelt werden, allgemein spricht man dann vom Peak-Bagging. 

## Rekorde
Wer alle Munros bestiegen hat, darf sich „Munroist“ nennen. Als Erstem gelang dies Reverend Archibald. E. Robertson im Jahre 1901. Der SMC führt seitdem eine Liste der auch als „Compleators“ bezeichneten Munroisten, die mit der Einführung weiterer Bergkategorien auch um Angaben zu Besteigern aller Corbetts, Grahams und Donalds erweitert wurde. Bis 1981 gab es 250 eingetragene Munroisten, mit Stand zum Oktober 2020 ist diese Zahl auf über 6800 angewachsen.
Etliche zusätzliche Rekorddisziplinen sind entstanden, etwa die meisten Munros an einem Tag oder in einer Woche, oder sämtliche Munros innerhalb kürzester Zeit. Den letzteren Rekord hält Donnie Campbell, der am 2. September 2020 eine Besteigung aller Munros in 31 Tagen, 23 Stunden und 2 Minuten abschloss. Die 1.443 km zwischen den Gipfeln legte er mit dem Rad zurück. Zu Fuß ging er 1.422 km und bewältigte dabei 126.143 Höhenmeter Steigung.